# Violència domèstica

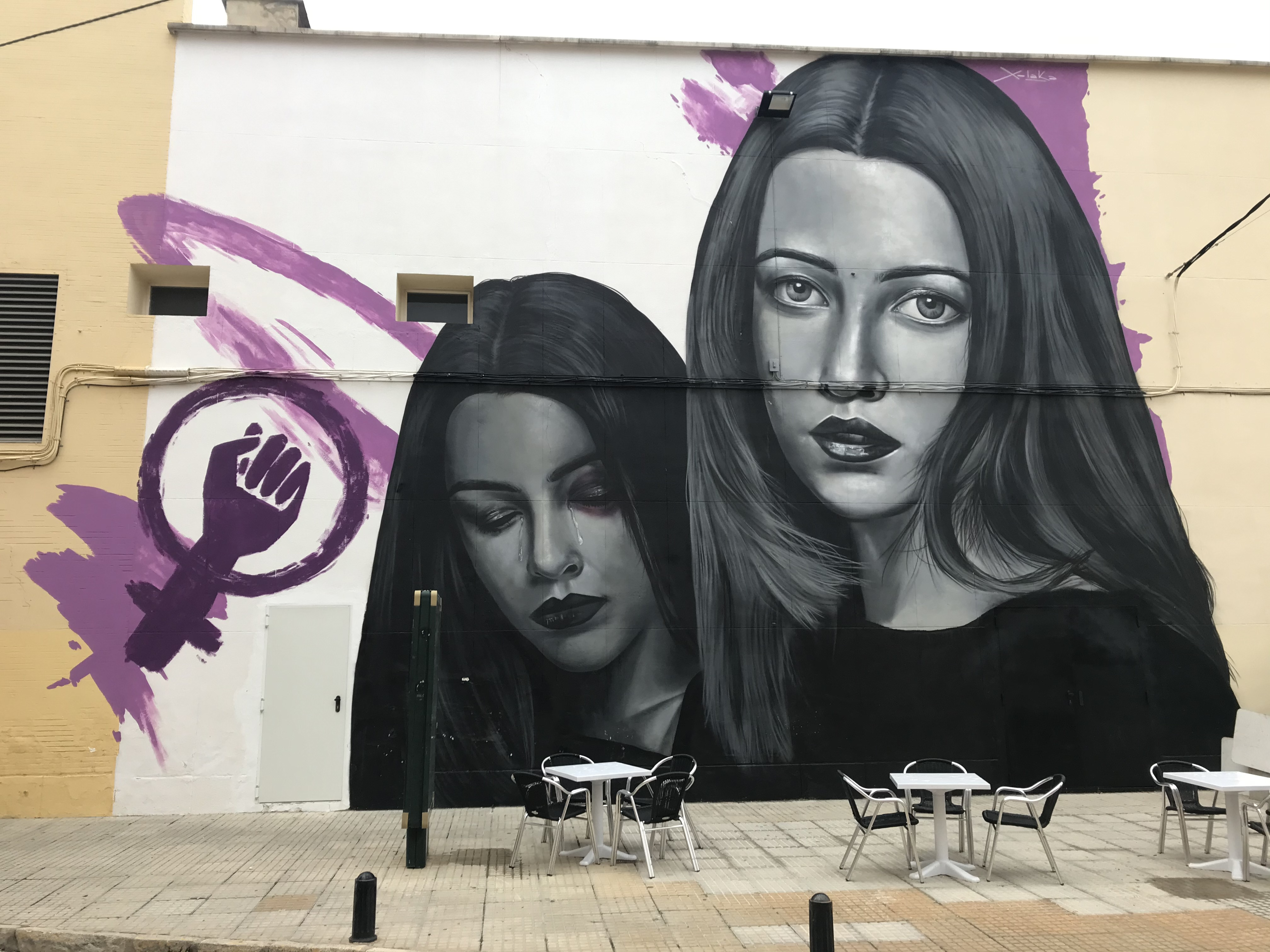
Mural contra la violència domèstica a Pego (València)

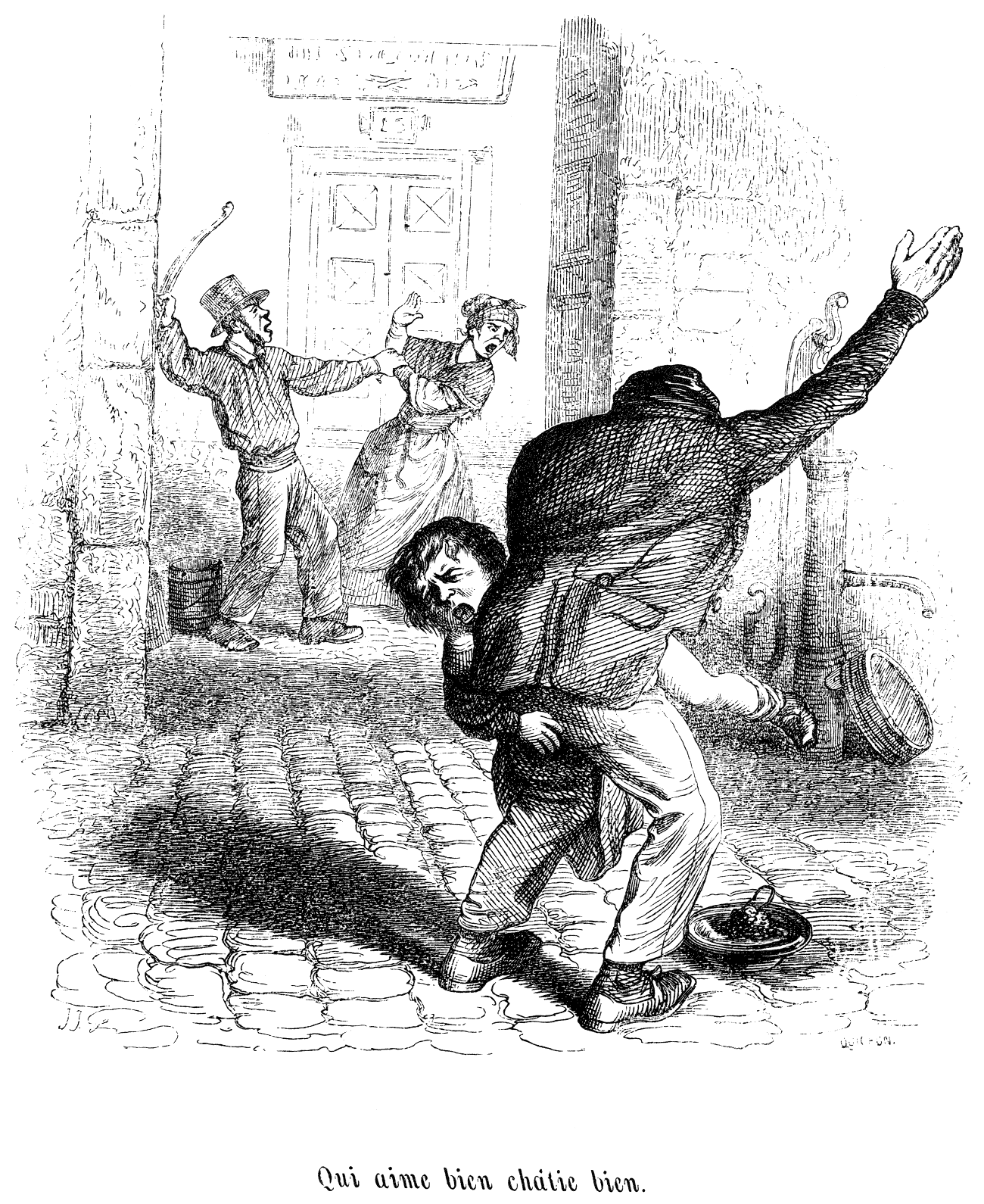
Dos homes peguen una dona i un nen, en una il·lustració amb la inscripció: "Qui estima bé, castiga bé" dita també Qui bé ama, bé castiga i Qui pega, estima

La violència domèstica és la violència o maltractament que es produeix de manera més o menys continuada dins de la llar o la família. Un element definitori dels episodis de violència domèstica és que posen de manifest una situació de poder i de desequilibri a la llar.
La violència domèstica va més enllà de la violència contra les dones ja que pot ser exercida pel marit contra la muller, però també a l'inrevés, o pot ser exercida pels pares contra els fills, o bé aquests contra els pares. La violència envers els nens pot ser maltractament infantil, físic o psicològic, o maltractament de menors, entre d'altres.En alguns casos les víctimes poden ser els avis, persones dependents o el company sentimental. Per tant, en l’actualitat defineix la violència que s’exerceix en la llar, especialment entre membres de la família, sense tenir a veure amb el gènere de les persones que intervenen en el sistema o l’acte de violència.

## Els senyals de violència domèstica
La violència domèstica i familiar pot implicar comportaments diferents amb les víctimes. El servei d’assistència primària especialitzat en Salut Mental i integrat a la xarxa pública de salut del Servei Català de la Salut de Nou Barris contempla diversos tipus de violència domèstica:

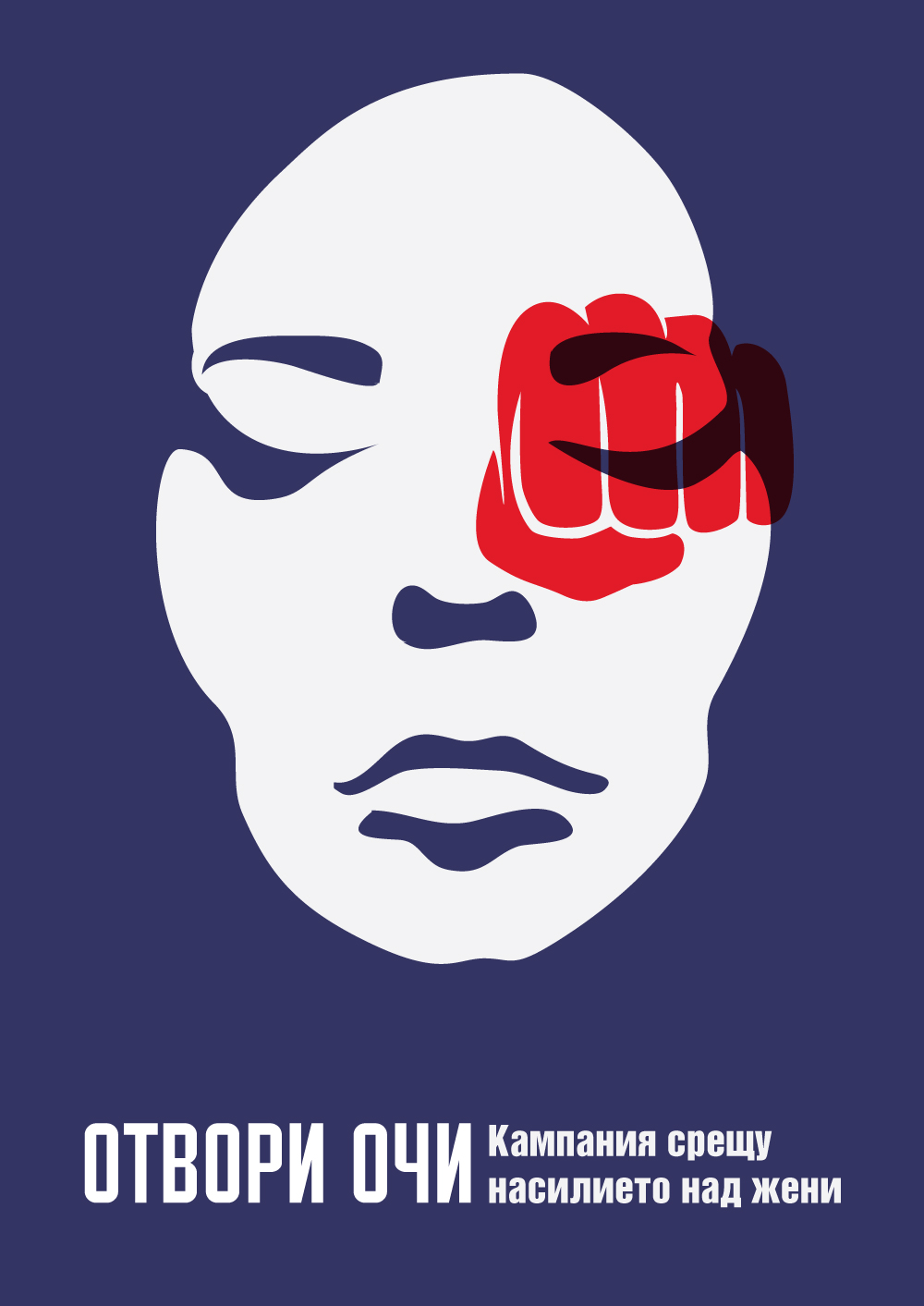
Cartell contra la violència

- Maltractament físic. És violència física directa com pot consistir en agressions físiques, cops, violacions i, fins i tot, l'assassinat. Perquè un homicidi sigui classificat com a domèstic, l'homicida i la víctima han d'haver encetat una relació íntima de forma voluntària.[5] En les seves variants més greus —és a dir, violència física amb resultat de lesions o mort—, les estadístiques policials i judicials mostren que és molt més freqüent que l'agressor sigui un home i la víctima, una dona —que és o ha estat el company o la companya sentimental. El maltractament físic també pot ser indirecte com ara destruir objectes, llançar objectes prop de la víctima o contra ella, destrucció de la propietat, maltractament dels animals domèstics davant dels membres de la família o impedir que la persona pugui dormir.
- Maltractament psicològic: amenaces amb actes de violència física contra la víctima, un mateix o altres, com els nens, intimidació, coacció, degradació i humiliació, acusacions falses i ridiculització. Aquestes amenaces poden ser explícites i detallades o bé vagues en contingut i termini de temps.
- Abús emocional: culpar a la víctima de tots els problemes de la relació, comparar-la amb altres persones per a minar la seva autoestima, desvaloritzar-la, retirar-li l’atenció i l’interès (per exemple, setmanes sense parlar-li).
- Abús sexual: qualsevol forma d'activitat sexual sense consentiment, causar dolor durant el sexe, agredir, practicar sexe coercitiu sense protecció contra l'embaràs o les malalties de transmissió sexual, utilitzar insults sexualment degradants.
- Abús social: aïllament sistemàtic de la família i els amics mitjançant tècniques com la descortesia contínua amb la família i els amics, anar a viure a llocs on la víctima no coneix a ningú i la prohibició o l'impediment físic de sortir i conèixer gent.
- Abús verbal: consisteix en menyspreus i humiliacions continuats, que es poden fer en privat o en públic, amb atacs que segueixen temes clars centrats en la intel·ligència, la sexualitat, la imatge corporal i la capacitat com a membre de la família, pare o cònjuge.
- Abús econòmic: control total de tots els diners, sense accés als comptes bancaris, proporcionant només una "assignació" inadequada.
- Abús espiritual: negar l'accés a les cerimònies, impedir l'observança religiosa, obligar les víctimes a fer coses en contra de les seves creences, denigrar els antecedents culturals o utilitzar els ensenyaments religiosos o la tradició cultural com a motiu de violència.[6]

## Tipus de violència domèstica
La forma mes freqüent i més coneguda de violència domèstica és la que va dirigida contra la dona. Però hi ha altres formes de violència intrafamiliar, sota el context de les relacions de poder.

### Violència domèstica contra el company o la companya sentimental
Per a referir-se a la violència domèstica per part dels seus companys o companyes sentimentals hi ha expressions com violència sexista, violència masclista, violència femellista, violència contra els homes, violència contra les dones, o violència de gènere. Aquest darrer terme és el preferit per grups i associacions feministes, i és també utilitzat per la legislació espanyola en la Llei Orgànica de Mesures de Protecció Integral contra la Violència de Gènere, mentre que en la normativa catalana s'usa més el terme violència masclista.
Aquesta llei s'ha recorregut al Tribunal Constitucional de fa més d'any i mig perquè discrimina els homes heterosexuals per raó de sexe, ja que no considera "delicte" la violència contra l'home com ho fa amb la violència contra la dona, sinó que la considera una "falta".
Per a alguns, el terme "violència de gènere" està més relacionat amb el masclisme i els rols de gènere patriarcals aplicats al company o la companya sentimental, quant a relació home i dona, més que a aquesta en si, i no acull les parelles homosexuals, en les quals la violència domèstica es produiria d'home a home o de dona a dona.
La Unitat de Gènere de l'Institut Politècnic Nacional va elaborar una visualització en forma d'escala dels tipus de violència que pot ocórrer en l'àmbit de la parella. Aquesta visualització anomenada Violentòmetre també ha sigut reelaborat per l'Institut Nacional dels Drets Humans de Xile.

### Violència domèstica contra els infants

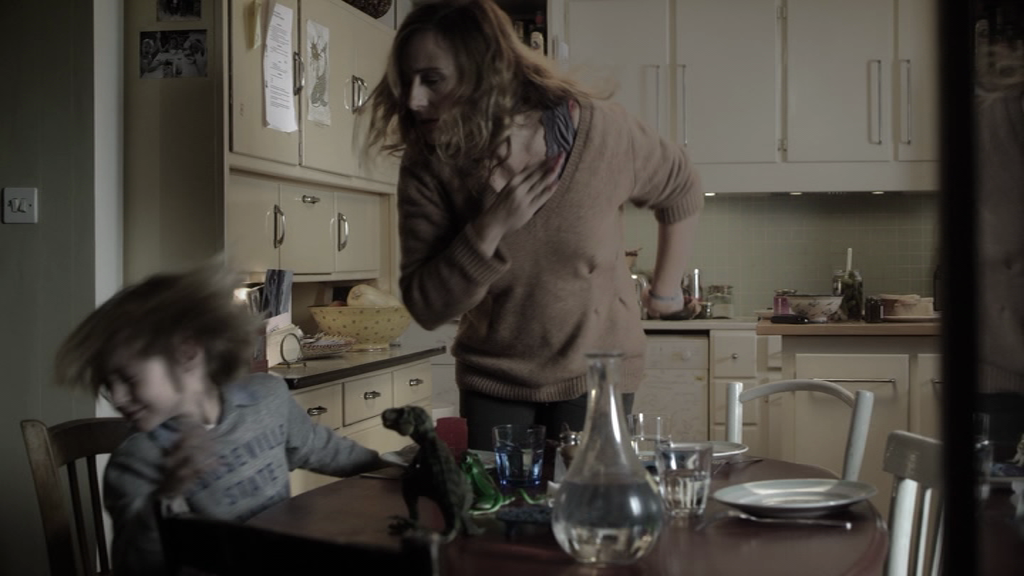
Campanya la GIFLE 2013. Imatge d'una mare que pega el fill perquè li molesta el soroll que fa.

La violència domèstica contra els infants és la violència, sexual, física o emocional, o maltractament a menors realitzada per membres de la seva família. Pot incloure maltractament físic o sexual, maltractament emocional o abandonament físic (sostre, alimentació, vestit, higiene, educació, vigilància i protecció front a perills) o emocional.
Alguns factors que la promouen poden ser que l'infant pertanyi a un model de família autoritari que entén el respecte únicament en direcció als progenitors o cuidadors i, en general, una important verticalitat i rigidesa a l'estructura familiar, l'acceptació i ús de càstigs físics o també el tracte als fills com si fossin propietat dels pares i mares.
Existeixen altres formes de violència contra els infants, fora de l'àmbit domèstic, com la violència institucional, per exemple.

### Violència domèstica contra els pares o avis
La violència domèstica contra els pares o avis és la violència o maltractament cap a una persona major del propi àmbit familiar, sovint una persona gran, per acció o omissió, que li provoca un dany físic o psicològic i sol ser causa de lesions, malalties, pèrdues de productivitat, aïllament i desesperació.

### Violència domèstica contra familiars discapacitats
La violència domèstica contra familiars discapacitats és la violència o maltractament a discapacitats que provoca un dany físic o psicològic per part de familiars.

### Violència domèstica contra familiars dependents
La violència domèstica contra familiars dependents és el maltractament o violència, per acció o omissió, envers una persona dependent perquè és un membre de la seva família nuclear, especialment en el cas que tingui un rol de cuidador, que li provoca un dany puntual o continuat, per acció o omissió, físic o psicològic. Aquestes situacions afecten persones que a causa de llur més gran vulnerabilitat es troben en una posició de dependència que els situa en una situació de més gran risc en relació amb el maltractament.

## Causes de violència domèstica

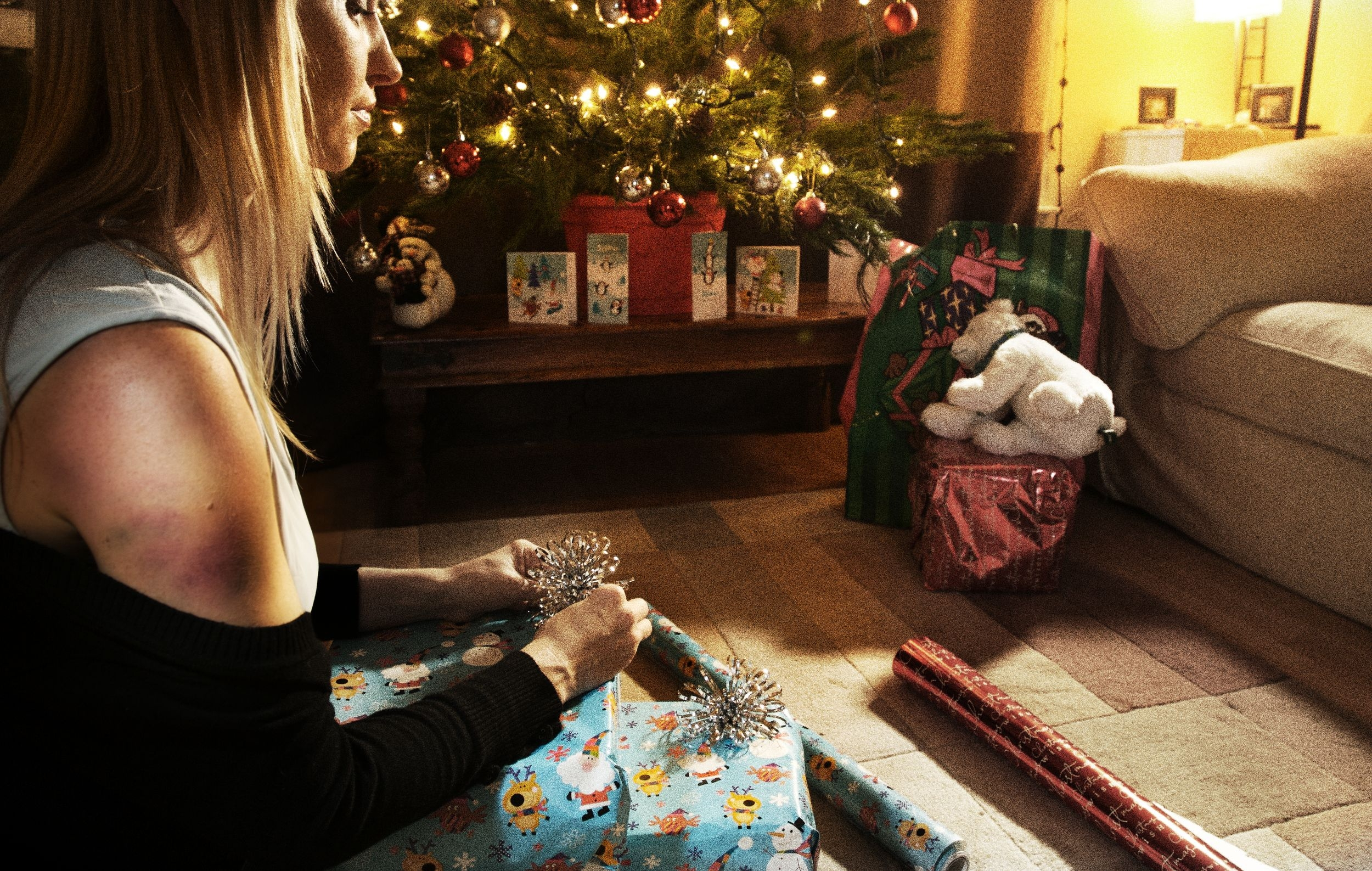
Un estudi a Alemanya mostra que les denúncies de violència domèstica quèien en èpoques com Nadal, però no pas els maltractaments

En una investigació de vuitanta homicidis domèstics, les causes de la violència havien sigut:
- En relacions duradores (n=55, 68,7%)
  - 46 (57,5%) causa d'un desequilibri en l'auto-concepte de l'autor del crim.
  - 8 (10,0%) relacionat amb trastorns o estats psicòtics.
  - 1 (1,3%) per eliminar obstacles o obtenir beneficis.
- En relacions íntimes esporàdiques (n=6, 7,5%):
  - 4 (5,0%) amb motivació sexual
  - 2 (2,5%) sense motivació sexual.
- 16 (20%) Més o menys accidental per alcoholisme o drogoaddicció, deficiència intel·lectual o lesions cerebrals
- 3 (3,7%) no classificable o per superposició de diverses de les categories anteriors.

Els estudis mostren que en els homicidis domèstics en parelles estables sovint existeix una mateixa història: "l'autor sent que trontolla el seu auto-concepte, la forma de veure i valorar les seves pròpies habilitats, característiques i relacions humanes". La relació de parella sol ser per les persones una de les fonts més importants d'auto-concepte. Si el company o la companya sentimental corre perill, es pot qüestionar el concepte que tenen de si mateixos. L'evolució del conflictes sol ser:
1. La relació de parella es consolida i el subjecte es defineix sobretot a partir d'aquesta relació sentimental. La persona estimada transmet la sensació de ser reconeguda i necessitada.
2. La parella es desestabilitza per motius diversos i l'auto-concepte de l'individu més centrat en la relació trontolla. Quan menys alternatives trobi aquest per al seu autoconcepte, més augmentaran els seus sentiments de cel, depressió i pensaments agressius o suïcides.
3. El futur homicida té por, depressió, resignació o ràbia. Desenvolupa les primeres fantasies agressives contra si mateix o el company o la companya sentimental. Aquesta fase no implica que les accions violentes es materialitzin.
4. El futur homicida entra en una sensació de desesperació que li impedeix trobar solucions alternatives. En el llindar del crim, fracassen tots els mecanismes de domini i control i l'agressivitat predomina sobre la moral i els valors. Sovint el futur homicida domèstics manifesta indicis de desesperació i els primers actes agressius abans de cometre l'homicidi. Una observació atenta de tercers i oferir ajuda a les parelles amb problemes, pot prevenir finals tràgics.

## Conseqüències de la violència domèstica
En adults, la violència domèstica provoca diversos tipus de trastorns mentals. El primer és la depressió que es presenta en forma de baixa autoestima, sentiments d’inutilitat, de culpa o idees de suïcidi. Hi ha també l'ansietat que es pot manifestar amb crisis de pànic, ofec, nerviosisme i insomni. El trastorn per estrès post traumàtic apareix inclús molt temps després del maltractament, amb por, nerviosisme, pensaments angoixants sobre els fets traumàtics, malsons, pensaments negatius, sentiments de culpa, etc. i tendència a evitar situacions que recordin les situacions traumàtiques. A més a més, la violència domèstica s'associa amb intents de suïcidi i suïcidi completats.
En el cas dels infants les conseqüències poden ser més greus, ja que poden desenvolupar una varietat de problemes de comportament, de caràcter emocional i afectar les funcions cognitives com la reducció del rendiment acadèmic i l'augment del trastorn per dèficit d'atenció i hiperactivitat (TDAH). També es produeix un augment dels nivells d'ansietat i malalties psicosomàtiques com maldecaps, asma o tartamudeig o associar-se a comportaments antisocials. En resum, en els nens l’abús, el maltractament i la negligència afecten el seu normal desenvolupament i maduració emocional i s’ha relacionat amb conseqüències com assolir menys anys d'escolarització, tenir qualificacions professionals més baixes, més probabilitat d’estar a l’atur, més propensió a matrimonis inestables i més intents de suïcidi.

## Legislació
La violència a les llars ha existit sempre, però va quedar amagada sota la falsa premissa que era una afer privat. La preocupació social per la violència dins la llar no creix fins a les dècades de 1960 i 1970, amb l’auge del pensament feminista. Aquest moviment va començar a qüestionar que la violència intrafamiliar fos un assumpte privat, especialment la dirigida de forma sistemàtica contra les dones. L’any 1979, en la Convenció per a l’Eliminació de totes les formes de Discriminació contra les Dones de l’Organització de les Nacions Unides (ONU), comença a haver-hi legislació internacional contra la violència quotidiana. I a partir de la dècada del 1990 creix la preocupació social i política cap a la violència que reben les dones en l’àmbit familiar, especialment l’exercida per part masculina. A més, s'enceta la distinció entre violència de gènere i violència domèstica.
A l’ordenament jurídic espanyol no es tipifica la violència domèstica fins a l'any 1989. L'article 425 del Codi Penal sanciona la violència física sobre el cònjuge o sobre la parella, els fills i els incapacitats. Posteriorment s'afegeixen més matisos al delicte de violència domèstica, ja que s'acceptarà la violència psicològica, la que es comet contra l’exparella com a subjecte passiu de l’agressió; s’inclou els ascendents i descendents de la parella, i comença a parlar-se ja del concepte de ‘maltractament habitual’. Un pas endavant es dona l'any 2004, amb la Llei Orgànica 1/2004 de Mesures de Protecció Integral contra la Violència de Gènere, quan queda definida la violència de gènere com a tot aquell acte de violència física, psíquica o sexual dirigida cap a les dones per part dels homes que són, o han sigut, parella –encara que no hi hagi hagut convivència–. El terme de violència de gènere permetrà, doncs, distingir la violència que podem anomenar ‘comuna’, d’aquella dirigida contra les dones per raó del seu gènere.